# Saison 2 d'Un tandem de choc
Chronologie
Saison 1 Saison 3
La deuxième saison d'Un tandem de choc, série télévisée canadienne, est composée de dix-huit épisodes  diffusée du 9 novembre 1995 au 30 mai 1996 sur CTV, au Canada.

## Synopsis
Un policier de la police montée canadienne et un flic aux méthodes expéditives font équipe et combattent la criminalité à Chicago.

## Distribution

### Acteurs principaux
- Paul Gross (VF : Emmanuel Curtil) : Benton Fraser
- David Marciano (VF :  Pierre Laurent) : Raymond Vecchio
- Beau Starr (VF : Patrick Messe) : Lieutenant Harding Welsh
- Tony Craig (VF : Lionel Henry) : Jack Huey
- Catherine Bruhier (VF : Marjorie Frantz) : Elaine Besbriss
- Daniel Kash (VF : Bruno Dubernat) : Louis Gardino (épisodes 1 et 7)
- Ramona Milano (VF : Ivana Coppola) : Francesca Vecchio

## Diffusions
- Aux États-Unis, la saison a été diffusée du 8 décembre 1995 au 31 mai 1996 sur le réseau CBS.
- Au Canada, la saison a été diffusée du 9 novembre 1995 au 30 mai 1996 sur CTV
- En France, la saison a été diffusée du 2 mars 1997 au 31 août 1997 sur TF1.

## Liste des épisodes

### Épisode 1:Nord
- États-Unis : 5 janvier 1996 sur CBS[1]
- Canada : 9 novembre 1995 sur CTV[2]
- France : 2 mars 1997 sur TF1[3]

- Red Green (Hamish)
- David Calderisi (Vecchio Sr.)
- Gordon Pinsent (Fraser Sr.)
- Andrew Jackson (Hogan)
- Kevin Rushton (Le chasseur)
- Brian Smegel (Jack)

### Épisode 2:La chambre forte
- États-Unis : 8 décembre 1995 sur CBS[3]
- Canada : 7 décembre 1995 sur CTV[4]
- France : 9 mars 1997 sur TF1[3]

- Camilla Scott (Inspecteur Meg Thatcher)
- Christina Cox (Morgan)
- Scott Gibson (Ovitz)
- Boyd Banks (Norm)
- Vince Corazza (Lenny)
- Nicholas Kilbertus (Harold)
- David Crean (Cooper)
- Ken Quinn (Agent Will)
- Michael Maiola (Damian)
- Kaye Ballard (Madame Vecchio)

- Première apparition d'un personnage important dans la série : l'inspecteur Meg Thatcher, le supérieur hiérarchique de Fraser.
- Retour du personnage de Morgan la braqueuse vue dans la première saison dans l'épisode Sauvons Willie.

### Épisode 3:Le témoin
- États-Unis : 15 décembre 1995 sur CBS[5]
- Canada : 14 décembre 1995 sur CTV[6]
- France : 16 mars 1997 sur TF1[3]

- Camilla Scott (Inspecteur Meg Thatcher)
- Lee Purcell (Louise St. Laurent)
- Aidan Devine (Robert Kruger)
- Conrad Dunn (Siracusa)
- Silvio Oliviero (Eddie Torres)
- Sherry Miller (Commandant Sherry O'Neil)
- Scott Gibson (Ovitz)
- Gordon Pinsent (Fraser Sr.)
- Paulina Abarca (Madame Torres)
- Nicky Guadagni (Juge Raines)
- Frank McAnulty (Fast Eddie)
- Garry Robbins (Carl)

### Épisode 4:Un tiens vaut mieux que...
- États-Unis : 22 décembre 1995 sur CBS[7]
- Canada : 21 décembre 1995 sur CTV[8]
- France : 23 mars 1997 sur TF1[3]

- Lee Purcell (Louise St. Laurent)
- Ken Pogue (Gerrard)
- Gordon Pinsent (Fraser Sr.)
- Dick Anthony Williams (McFadden)
- Scott Gibson (Ovitz)
- Philip Williams (Lloyd P. Nash)
- Dean McDermott (Renfield Turnbull)

- Un épisode qui fait directement suite au pilote de la série avec la réapparition du personnage clé de Gerrard.
- Première apparition d'un autre personnage important de la série : l'agent Renfield Turnbull

### Épisode 5:La promesse
- Canada : 11 janvier 1996 sur CTV[9]
- États-Unis : 12 janvier 1996 sur CBS[10]
- France : 30 mars 1997 sur TF1[3]

- Camilla Scott (Inspecteur Meg Thatcher)
- Amy Stewart (Andy)
- Shawn Mathieson (Sid)
- Sherry Miller (Sherry o'Neil)
- Todd William Schroeder (Cobb)
- Diane Douglass (Celia)
- Julian Richings (Miles)
- Barbara Law (Sunny)
- Nicole Crozier (Sung Lee)

### Épisode 6:Masques
- États-Unis /  Canada : 19 janvier 1996 sur CBS / CTV[11],[12]
- France : 6 avril 1997 sur TF1[3]

- Camilla Scott (Inspecteur Meg Thatcher)
- Lee Purcell (Louise St. Laurent)
- Rodney A. Grant (Eric)
- Denise Virieux (Michelle Duchamps)
- Nathanial Arcand (David)
- Deborah Tennant (Daphne Kelly)
- Lindsay Merrithew (John Robinson)
- Custis Jonnie (Albert)
- Ellen Sylvester (Victoria)
- Tracy Bomberry (Sara)
- Nancy Bomberry (Patty)
- Sam Moses (Monsieur Mustafi)

### Épisode 7:Juliette pour toujours
- Canada : 1er février 1996 sur CTV[13]
- États-Unis : 2 février 1996 sur CBS[14]
- France : 13 avril 1997 sur TF1[3]

- Lee Purcell (Louise St. Laurent)
- Carrie-Anne Moss (Irene Zuko)
- Jim Brachitta (Frank Zuko)
- Hannes Jaenicke (Michael)
- Sherry Miller (Sherry O'Neil)
- Louis Di Bianco (Charlie)
- Pat Ferenga (Pat)
- Joe Pingue (Jimmy Roastbeef)
- Harve Sokoloff (Zwick)
- Alex Fallis (McLean)

- Disparition du personnage de Guardino suivant les souhaits de son interprète Daniel Kash qui désirait partir de la série.

### Épisode 8:Merci bien, Monsieur Capra
- Canada : 8 février 1996 sur CTV[15]
- États-Unis : 9 février 1996 sur CBS[16]
- France : 20 avril 1997 sur TF1[3]

- Maria Bello (Mackenzie King)
- Robert Clothier (Monsieur Potter)
- Karl Pruner (John Taylor)
- Katayoun Amini (Angie)
- Johnie Chase (Monsieur Klein)
- Ann Medina (Alderman Farrell)
- Marvin Karon (Warren Knoop)
- Dominic Cuzzocrea (Dennis)
- Sam Moses (Monsieur Mustafi)
- Robbie Rox (Al Grosso)
- Helen Richmond (Madame Krezlapolov)
- Darlene Mignacco (Madame Garcia)

- Retour du personnage de Mackenzie King vu dans l'épisode de la première saison Jour de congé pour Diefenbaker mais incarnée par une autre actrice.

### Épisode 9:Le déclin
- Canada : 15 février 1996 sur CTV[17]
- États-Unis : 16 février 1996 sur CBS[18]
- France : 4 mai 1997 sur TF1[3]

- Camilla Scott (Inspecteur Meg Thatcher)
- Marie Therese Rangel (Anita Cortez)
- Ken Foree (Macon Lacroix)
- Gordon Pinsent (Fraser Sr.)
- Jason Blicker (Agent Helms)
- Matthew Bennett (Agent Casey)
- Richard Yearwood (Agent Bush)
- Allan Murley (Bennett)
- Shaun Austin-Olsen (Lieutenant)
- Nicholas Rice (Sinclair)

### Épisode 10:Le Coquetier
- Canada : 29 février 1996 sur CTV[19]
- États-Unis : 1er mars 1996 sur CBS[20]
- France : 1er juin 1997 sur TF1[3]

- Camilla Scott (Inspecteur Meg Thatcher)
- Louis Del Grande (Lyndon Buxley)
- Alan Peterson (Sneed)
- Vlasta Vrana (Henri Cloutier)
- Mike Hodge (Linus Prince)
- Aron Tager (Bert Block)

### Épisode 11:Cosmos
- Canada : 22 février 1996 sur CTV[21]
- États-Unis : 23 février 1996 sur CBS[22]
- France : 18 mai 1997 sur TF1[3]

- Rino Romano (Ian MacDonald)
- Amanda Tapping (Audrey)
- John Bourgeois (Shank)
- Douglas O'Keefe (Chef d'équipe)
- R. D. Reid (Bob)
- Bill Copeland (Norman)
- Sandy Webster (Murray)
- Joyce Campion (Jane)
- Norma Edwards (Betty)
- Melissa Di Marco (Stella)
- Betty Rogers (Edna)
- Jessica Booker (Enid)

- Retour du personnage de Ian MacDonald vu dans l'épisode de la première saison L'homme qui n'en savait pas assez.

### Épisode 12:La belle rousse
- Canada : 28 mars 1996 sur CTV[23]
- États-Unis : 29 mars 1996 sur CBS[24]
- France : 8 juin 1997 sur TF1[3]

- Camilla Scott (Inspecteur Meg Thatcher)
- Michele Scarabelli (Sœur Anne)
- Marisol Nichols (Melissa)
- Heather McComb (Celine)
- Frank Moore (Johnstone)
- Nicole Crozier (Wanda)
- Tomas Chovanec (Todd)
- Karyn Dwyer (Tiffany)
- Dan MacDonald (Craig Murphy)
- Rummy Bishop (Lorenzo)
- Tony Nappo (Al)
- Sheldon Davis (William Holmes)

### Épisode 13:Les blancs et le Big Bang
- Canada : 4 avril 1996 sur CTV[25]
- États-Unis : 5 avril 1996 sur CBS[26]
- France : 15 juin 1997 sur TF1[3]

- Camilla Scott (Inspecteur Meg Thatcher)
- Leonard Roberts (Tyree)
- Chauncey B. Raglin-Washington (Reggie)
- Isiah Thomas (Lui-même)
- Tab Baker (Lou)
- Alison Sealy-Smith (Madame Cameron)

### Épisode 14:Les chevaux de la Reine
- Canada : 11 avril 1996 sur CTV[27]
- États-Unis : 12 avril 1996 sur CBS[28]
- France : 22 juin 1997 sur TF1[3]

- Camilla Scott (Inspecteur Meg Thatcher)
- Leslie Nielsen (Buck Frobisher)
- Kenneth Welsh (Randal Bolt)
- Dean McDermott (Turnbull)
- Alex Carter (Agent Ford)
- Paul Soles (Creeve)
- Gordon Pinsent (Fraser Sr.)
- Kirsten Kieferle (Racine)
- Mark Melymick (Agent Deeter)
- Scott Wickware (Albee)
- Anton Tykodi (Brecht)
- Randy Butcher (Moliere)

### Épisode 15:Langage du corps
- Canada : 25 avril 1996 sur CTV[29]
- États-Unis : 26 avril 1996 sur CBS[30]
- France : 6 juillet 1997 sur TF1[3]

- Camilla Scott (Inspecteur Meg Thatcher)
- Lisa Engleman (Ida)
- Nick Sandow (Barry)
- Milton Berle (Shelley Litvak)
- James Gallanders (Mark Ordover)
- Les Porter (Nelson)
- Elle Downs (Lily)
- Laura Catalano (Vi)

### Épisode 16:Le duel
- Canada : 2 mai 1996 sur CTV[31]
- États-Unis : 3 mai 1996 sur CBS[32]
- France : 20 juillet 1997 sur TF1[3]

- Colm Feore (Carver)
- Lisa Houle (Madeline Carnes)
- Anthony Sherwood (Frank Greco)
- Dave Nichols (Van Slyke)
- Katayoun Amini (Angie)
- Christina Rouner (Laurie Zaylor)
- Gary McMillan (Corey)
- Doug Lennox (Kelly)
- Monique Kampherm (Shannon)

### Épisode 17:Rouge, blanc ou bleu
- Canada : 23 mai 1996 sur CTV[33]
- États-Unis : 24 mai 1996 sur CBS[34]
- France : 17 août 1997 sur TF1[3]

- Camilla Scott (Inspecteur Meg Thatcher)
- Kenneth Welsh (Randal Bolt)
- Raye Birk (Francis Bolt)
- Alex Carter (Agent Ford)
- Gary Reineke (Juge Brock)
- Mark Melymick (Agent Deeter)
- Norm Spencer (Agent Shorren)
- Maria Ricossa (Vivian Richards)
- James Downing (Gabe)
- Bruce Beaton (Vern)

### Épisode 18:Flashback
- Canada : 30 mai 1996 sur CTV[35]
- États-Unis : 31 mai 1996 sur CBS[36]
- France : 31 août 1997 sur TF1[3]

- Camilla Scott (Inspecteur Meg Thatcher)
- Sandra Nelson (Sheila)
- Tony Rosato (Clifford)
- Kristin Lehman (Rhonda)
- Gordon Pinsent (Fraser Sr.)
- Eleanor Davies (Karen)
- Karen Glave (Darlene)
- Ho Chow (Le docteur)

- L'épisode est constitué d'extraits d'aventures précentes.